# فرناندو روخاس
فرناندو روخاس (اسپانیایی: Fernando Rojas‎; ۲ اوت ۱۹۲۱ – ۲۶ دسامبر ۲۰۱۶) بازیکن بسکتبال اهل مکزیک بود. وی در بازی‌های المپیک تابستانی ۱۹۴۸ و ۱۹۵۲ شرکت کرده‌است.